# Frutas de Aragón
Frutas de Aragón (fruites de l'Aragó) és el nom que tenen uns dolços típics d’Aragó fets a base de fruita confitada i xocolata, d'aspecte similar a un bombó.
Consisteixen en fruita confitada coberta de xocolata i tenen una mida tal que permet menjar-ne només si es trenquen. La fruita utilitzada pot ser poma, pera, síndria, albercoc, cirera, figa, pruna o taronja, entre d'altres. Tenen dos embolcalls, l'interior és d'alumini i l'exterior és de plàstic semitransparent amb colors lluents, com ara el roig, blau, groc, morat i verd. Es venen en caixes de fusta característiques.